# Ахмад Шах Масуд
Ахма́д Шах Масу́д (пушту احمد شاه مسعود, тадж. Аҳмадшоҳи Масъуд) (псевдо — Панджшерський лев, тадж. Шери Панҷшер; 1 вересня 1953 — 9 вересня 2001) — афганський політик і польовий командир таджицького походження, міністр оборони Афганістану. Масуд — прізвисько (лакаб), що арабською означає «Щасливчик». Його він отримав у 1975 році, під час повстання в долині Панджшера — першого збройного виступу ісламської опозиції в Афганістані. Він був поранений у ногу і зміг сховатися в посадках кукурудзи, де його не знайшли урядові солдати, що прочісували місцевість, шукаючи повстанців. Його талант партизанського ватажка проявився під час опору радянській окупації Афганістану від 1979 до 1989 року.
У 1990-х роках він очолював військове міністерство, в той час як конкуруючі угруповання і їхні лідери змагались за неподільну владу в країні; після захоплення влади талібами був провідним опозиційним лідером, борючись зброєю і переконанням проти їхнього режиму аж до загибелі від самогубчого замаху в 2001 році.
Масуд походив з таджицької сім'ї, яка сповідувала мусульманство в його сунітській відміні та проживала протягом тривалого часу в долині Панджшер на півночі Афганістану. Він навчався на інженера в Політехнічному університеті Кабула в 1970-х роках, де був причетний до релігійного антикомуністичного руху, об'єднаного довкола провідного ісламіста Бурхануддіна Раббані. Масуд взяв участь у повстанні проти уряду Мохаммеда Дауда Хана, яке зазнало поразки. Пізніше він приєднався до партійної структури під проводом Раббані «Джаміат-е Ісламі».
Після нападу СРСР на Афганістан він активно включився до партизанського руху, ставши провідним повстанським лідером афганських моджагедів, популярним у народі під прізвиськом «Панджширський лев» (شیر پنجشیر), завдяки його успішному протистоянню совєтам, яке зберегло Панджшерську долину від будь-якої тривалої окупації російськими військами.
Після виходу радянських сил, у 1992 році він був одним з підписантів Пешаварської угоди про мир і розподіл влади в посткомуністичній Ісламській державі Афганістан. Шах Масуда призначили міністром оборони, а також головнокомандувачем урядових військ. Його війська намагались втримати конкуруючі угруповання ополченців на чолі з Ґульбуддіном Хекматіаром та інших польових командирів від надмірного застосування сили проти цивільного населення Кабула, яке страждало від тривалих обстрілів міста ракетами, а також пізніше від насильств з боку талібів, які тримали Кабул в облозі від січня 1995 року. Кабул у той час пережив запеклі бої і обстріли, в яких загинуло принаймні 60 тис. мирних мешканців.
Після здобуття талібами стратегічної переваги в 1996 році Масуд, який був прихильником поміркованішої форми ісламу, аніж таліби, став до лав збройної опозиції, доки не був змушений тікати до Куляба в Таджикистані, по дорозі підірвавши стратегічний тунель Саланг, щоб затримати наступ талібів.
В останні 5 років своєї боротьби він був військовим і політичним лідером Об'єднаного ісламського фронту порятунку Афганістану, або Північного альянсу, який до 2000 р. утримував під своїм контролем від 5 до 10 % території Афганістану. У 2001 році він відвідував Європу, де пробував переконати депутатів Європейського парламенту вплинути на Пакистан, щоб він припинив підтримку талібів. Він також просив надати афганським громадянам гуманітарну допомогу, щоб вони могли вижити в скрутних умовах під владою талібів. На Масуда був вчинений замах (останній з багатьох інших) двома вбивцями з «Аль-Каїди» 9 вересня 2001 року, замовлений особисто самим лідером Аль-Каїди Усамою бін Ладеном. Через два дні в Сполучених Штатах відбулися напади 11 вересня, які врешті-решт спонукали НАТО у спілці з іншими країнами під керівництвом США вторгнутися до Афганістану, в якому збройні сили Масуда виступали на боці західних держав. Північний альянс зрештою виграв двомісячну війну в грудні 2001 року, усунувши Талібан від влади.
Про Масуда побутувала думка як про одного з найбільш ефективних партизанських лідерів 20-го століття. Його порівнювали з Йосипом Броз Тіто, Хо Ші Міном і Че Ґеварою. Масуда посмертно визнали Національним героєм, що було закріплено указом президента Хаміда Карзая після усунення талібів від влади. День загибелі Масуда 9 вересня є національним днем його пам'яті, і відзначається як «День Масуда». Його послідовники називають його Амер Сагіб-е Шахід (آمر صاحب شهید), що можна перекласти як «(наш) загиблий командир». У 2021 році він був посмертно нагороджений медаллю у Франції і того ж року нагороджений найвищою відзнакою Таджикистану.
Однак інші також вважають його військовим злочинцем.

## Ранні роки

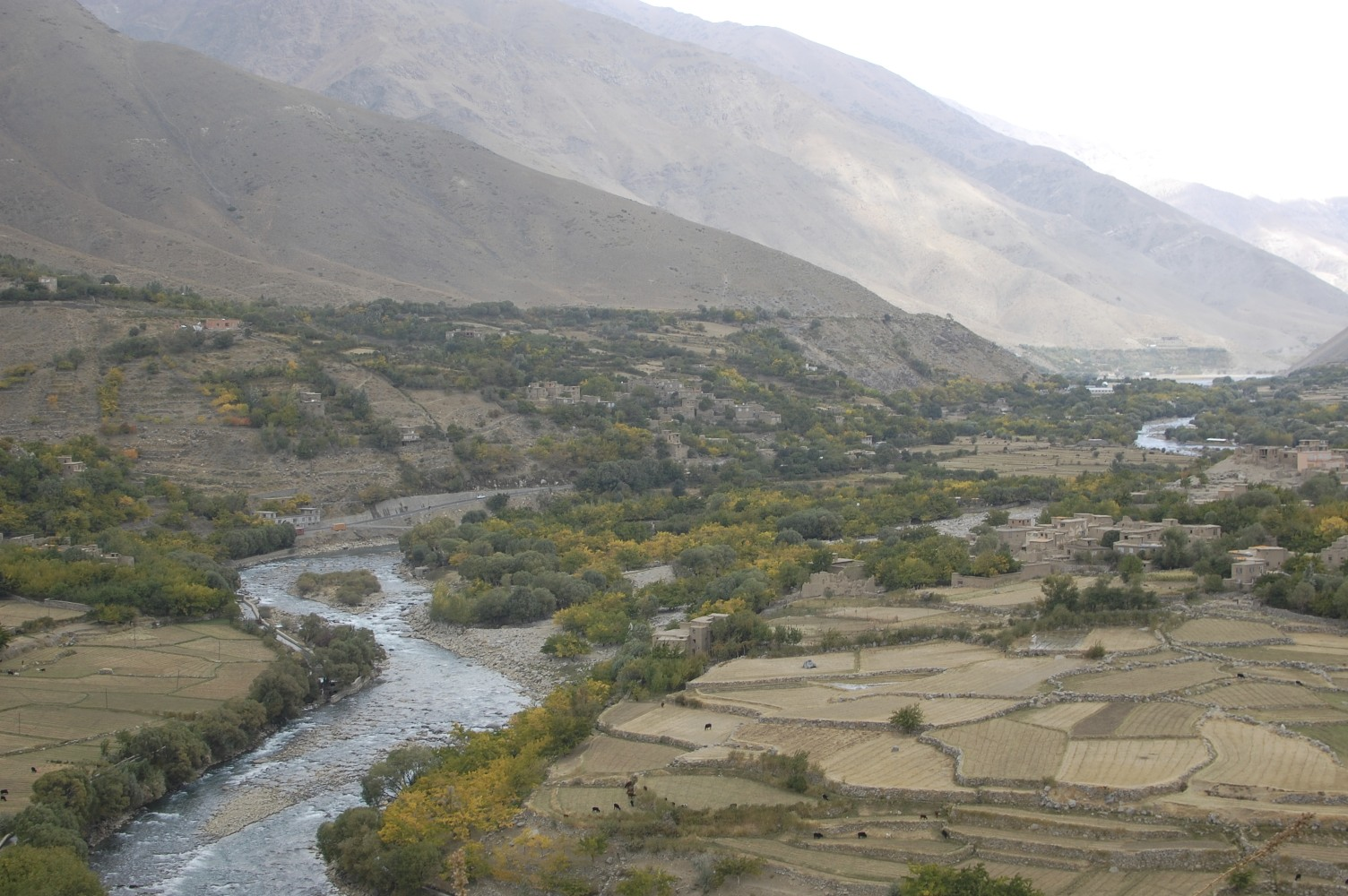
Долина Панджшир, де народився і діяв Масуд

Ахмад Шах Масуд народився в 1953 році в Базарак в долині Панджшир (сьогодні належить до провінції Панджшир) у заможній родині родом із долини Панджшир. Його ім'я при народженні було «Ахмед Шах» на честь Ахмед Шаха Дуррані ; він взяв ім'я «Масуд» як псевдонім, коли вступив у рух опору в 1974 році. Його батько, Дост Мохаммад Хан, був полковником Королівської афганської армії. З його рідного Панджширу його родина ненадовго переїхала до Герата, а потім до Кабула, де Масуд провів більшу частину свого дитинства.
Масуд навчався у відомому франко-афганському ліцеї Естекляль, де здобув знання французької мови. Під час навчання в ліцеї Масуд цікавився всім військовим, зокрема під час Шестиденної війни він захоплювався ісламським націоналізмом і непокорою президента Єгипту Гамеля Абделя Насера. Пізніше Масуд також посилався на досвід йорданських солдатів, які захищали Єрусалим, і єгипетських та сирійських солдатів, які захищали свої країни, як гідні наслідування. Його вважали обдарованим учнем, і після закінчення ліцею він вступив на інженерію до Кабульського університету. Рідною мовою Масуда була дарі (афганська фарсі), але він також міг розмовляти на пушту, урду (лашкарі) та французькою, а також мав добрі навички читання англійською. У юності Масуд читав твори китайського революціонера Мао Цзедуна та аргентинця Че Гевари. Він казав, що дечого навчився від Мао, але вважав, що думки Че Ґевари були надто спрощеними.

## Повстання 1975 року в долині Панджшир
В 1973 році колишній прем'єр-міністр Мохаммед Дауд Хан прийшов до влади внаслідок державного перевороту при підтримці Народно-демократичної партії Афганістану. Була створена Республіка Афганістан. Ці події породили ісламістський рух проти посилення комуністичного та радянського впливу на Афганістан. У той час, навчаючись у Кабульському університеті, Масуд долучився до мусульманської молоді (Sazman-i Jawanan-i Musulman), студентського відділення Jamiat-e Islami (Ісламського товариства), головою якого тоді був професор Бурхануддін Раббані. У той час Кабульський університет був центром політичних дебатів, студенти масово ставали активістами.
У липні 1975 року Масуд за допомогою пакистанської розвідки очолив перше повстання жителів Панджширу проти уряду Дауда Хана. Пізніше повстання було придушене силами Дауда Хана, і Масуд повернувся до Пакистану, де він відвідав секретний воєнізований навчальний центр ISI в Чераті. Однак Масуд був розчарований, він залишив центр і повернувся до Пешавара, де присвятив свій час військовій самоосвіті. Масуд читав твори Мао Цзе-дуна про Довгий похід, про кар'єру Че Ґевари, мемуари генерала де Голля, генерала Во Нґуєна Зіапа, вивчав «Мистецтво війни» Сунь-цзи та неназваний посібник з боротьби з тероризмом американського генерала.
Після цієї невдачі в ісламістському русі почав виникати «глибокий і довготривалий розкол». Ісламське суспільство розділилося на прихильників поміркованіших сил навколо Масуда і Раббані, які очолювали Джаміат-і Ісламі, і на більш радикальні ісламістські елементи Гульбуддіна Хекматіяра, який заснував Гезб-і Ісламі. Конфлікт дійшов до такої межі, що Хекматіяр намагався вбити 22-річного Масуда.

## Радянське вторгнення і комунізм НДПА

### Комуністична революція в Афганістані (1978)
Уряд Мохаммеда Дауд Хана намагався нівелювати впливи проросійської Народно-демократичної партії Афганістану, звільнивши деяких членів НДПА з їхніх урядових посад та призначивши на їх місце своїх людей. Потім вони взагалі розпустили НДПА та заарештували старших членів партії.
27 квітня 1978 року російські диверсанти під прикриттям захисту НДПА вбили Дауд Хана, його дітей, найближчих родичів та охоронців і через цей кривавий переворот, спланований Кремлем, захопили контроль над столицею Кабулом. Новий уряд НДПА на чолі з революційною радою не користувався підтримкою народу. Нова влада старалась реалізувати доктрину поборювання будь-якого політичного інакомислення, як всередині партії, так і поза її межами.
НДПА за розпорядженням своїх радянських патронів розпочала впровадження марксистсько-ленінських порядків, втілюючи ідеологічні догми радянських інструкторів. Ці «реформи», запроваджені НДПА за зразками Радянського Союзу, викликали несприйняття і рішучий опір населення, особливо тому, що уряд намагався посилити свою марксистську політику репресивними радянськими методами, арештовуючи або просто вбиваючи тих, хто стояв на заваді. Репресії особливо спрямовувались на руйнування родинно-племінних та релігійних традицій, що викликало загальне обурення народу. За оцінками, лише в сільській місцевості комуністичними військами було заарештовано та вбито від 50 000 до 100 000 людей. Через комуністичні репресії значні частини населення, особливо в сільських районах, згуртувались та підняли відкрите повстання проти уряду НДПА. До весни 1979 року заворушення охопили 24 з 28 афганських провінцій, захопивши крім сільських, і великі міські райони. Більше половини солдатів афганської армії дезертирували, багато хто з них приєднались до повстанців.
Вважаючи, що повстання проти підтримуваних Радянським Союзом комуністів буде підтримане народом, Масуд 6 липня 1979 року вирішив розпочати повстання в Панджширі, яке спочатку не мало успіху. Масуд вирішив уникнути відкритої боротьби проти переважних урядових сил і вести партизанську війну. Згодом він встановив повний контроль над Панджширом, витіснивши афганські комуністичні війська. Олівер Рой пише, що в наступний період «особистий престиж Масуда та ефективність його військової організації переконали багатьох місцевих командирів прийти і вчитися у нього».

### Опір Радянському Союзу (1979—1989)

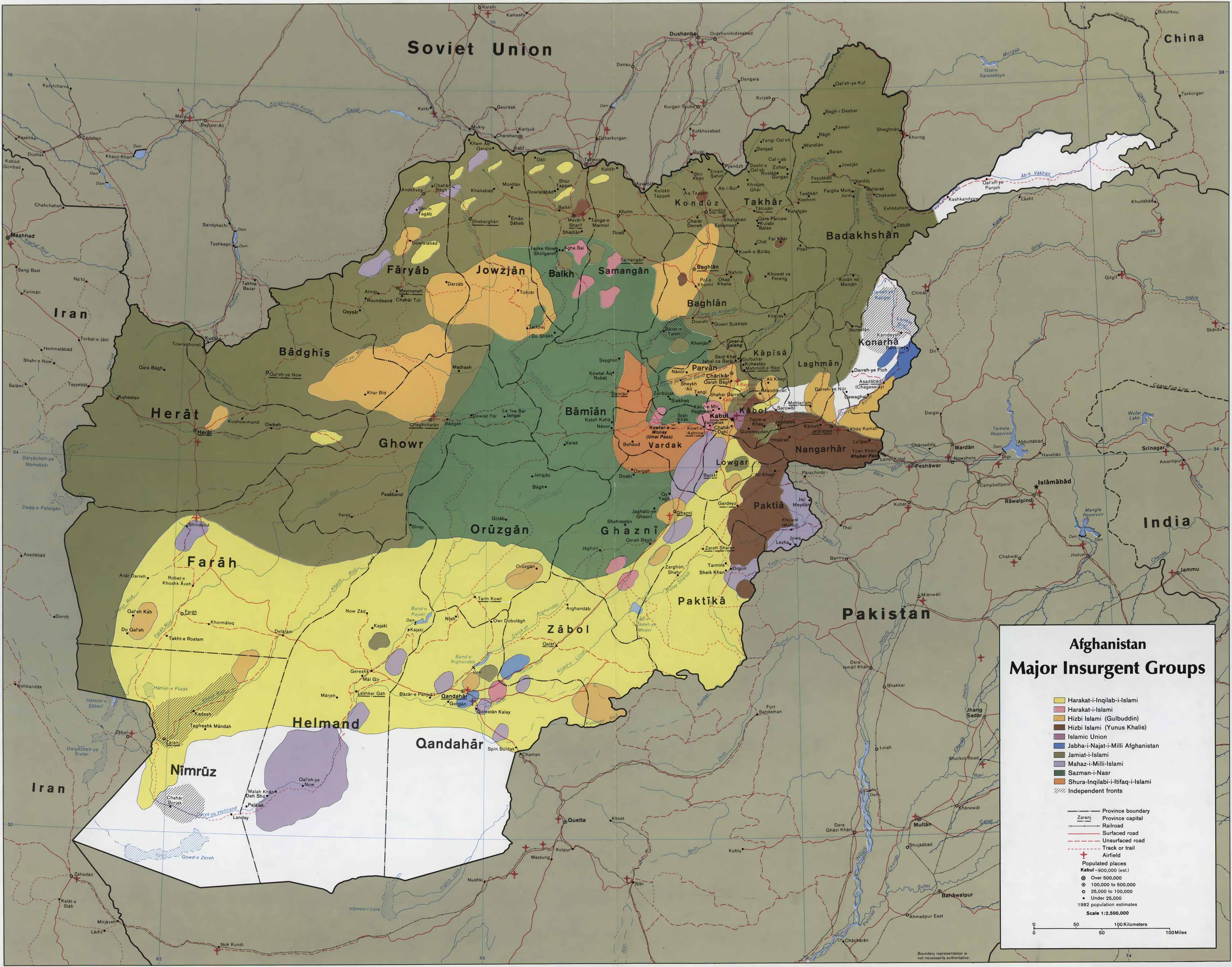
Основні сили опору Радянському Союзу 1985; Армійсько-зеленим кольором зображено розташування Джаміат-і Ісламі. Шура-е Назар (альянс Масуда) охоплював багато позицій Джаміату, а також позицій інших груп.

Після радянського вторгнення та окупації Афганістану в 1979 році Масуд розробив стратегічний план вигнання загарбників і повалення комуністичного режиму. Найперше слід було створити народну силу опору, яка б мала максимальну прихильність людей. Другою стадією була «активна оборона» базової Панджширської долини, ведучиі асиметричні бойові дії. На третьому етапі, «стратегічному наступі», сили Масуда мали отримати контроль над значною частиною Північного Афганістану. Четвертим кроком було б «загальне застосування» принципів Масуда на всю країну та поразка афганського комуністичного уряду.
Моджагеди Масуда нападали на окупаційні радянські війська, влаштовували засідки на радянські та афганські комуністичні конвої, які переїжджали через перевал Саланґ, чим викликали нестачу палива в Кабулі. Радянський Союз провів ряд військових операцій (так званих зачисток) проти панджширських повстанців. У період між 1980 і 1985 роками ці зачистки проводилися двічі на рік. Незважаючи на те, що Совєти залучали дедалі більше солдатів і військової техніки, їм не вдалося перемогти повстанців Масуда. У 1982 році радянські війська надіслали до Панджширської долини масовані бойові частини чисельністю до 30 000 персоналу. Масуд відвів свої війська назад у суміжні гірські долини, де вони зайняли заздалегідь укріплені позиції. Коли радянські колони просувалися до цих позицій, вони потрапляли під вогонь партизанів, що сильно їх деморалізувало. Пізніше, коли радянські війська відійшли на інші місця дислокації, їх заміняли гарнізони афганської армії, бойовий потенціал яких був значно нижчим. Масуд атакував ці позиції своїми мобільними групами повстанців, які відбили їх одну за одною.
У 1983 році Совєти запропонували Масуду тимчасове припинення вогню, яке він прийняв, щоб відновити власні сили та дати мирному населенню відпочити від радянських нападів. Він використав перепочинок з користю. У цей час він організував Шура-е Назар (Наглядову раду), яка згодом об'єднала 130 командирів з 12 афганських провінцій у боротьбі проти радянської армії. Ця рада існувала як позаплемінна позапартійна структура, незалежна від Пешаварських партій, що було зроблено для уникнення міжусобного суперництва та сварок, і служила для згладжування розбіжностей між різними групами опору через політичні та етнічні розбіжності. Це об'єднання було прообразом того, що мало стати єдиною ісламською афганською армією.

Стосунки зі штабом партії в Пешаварі часто були напруженими, оскільки Раббані наполягав, щоб давати Масуду не більше зброї та припасів, ніж іншим командирам Джаміату, навіть тим, хто мало воював. Щоб компенсувати цей недолік, Масуд покладався на ресурси, отримані від експорту смарагдів і лазуриту, які традиційно добувались у Північному Афганістані. Стосовно внутрішніх незгод поміж різними фракціями муджагедінів після перемир'я з Совєтами, Масуд сказав в одному інтерв'ю:
Гезб-і Ісламі  - це як рак, а рак треба лікувати насамперед
Стосовно міжусобиць між різними угрупованнями моджагедів, одразу після радянського перемир'я, Масуд сказав в інтерв'ю: Розбіжності з Гезб-і Ісламі — це як рак, ось чому кожен має лікувати рак найперше.
Щоб організувати підтримку моджагедів, Масуд створив адміністративну систему, яка забезпечувала дотримання законності та порядку (nazm) у підконтрольних йому районах. Панджшир був поділений на 22 бази (карарґа), якими керували військовий командир і цивільний адміністратор, і кожна мала суддю, прокурора і незалежного захисника. Політику Масуда впроваджували різні комітети: економічному комітету було доручено фінансувати військові зусилля. Комітет охорони здоров'я надавав медичні послуги за сприяння волонтерів з іноземних гуманітарних неурядових організацій, таких як Aide médicale internationale. Підготовку військово-адміністративних кадрів було доручено освітній комісії. Також було створено комітет культури та комітет юстиції.
Це розширення спонукало Бабрака Кармаля вимагати, щоб Червона Армія відновила наступ, щоб розгромити панджширські угруповання. Однак Масуд отримав попередження про напад через розвідку GCHQ, і він евакуював усіх 130 000 жителів з долини в гори Гіндукуш, через що радянські бомбардування не потягли людських жертв, а радянські батальйони — були поставлені перед необхідністю втягуватися в гори
Після поразки радянсько-афганських атак Масуд здійснив наступний етап свого стратегічного плану, розширивши рух опору і звільнивши північні провінції Афганістану. У серпні 1986 року він захопив Фархар у провінції Тахар. У листопаді 1986 року його сили захопили штаб 20-ї урядової дивізії в Нагріні в провінції Баглан, що стало важливою перемогою руху опору. Це розширення також мало дипломатичний вплив, оскільки більше командирів моджагедів переконалися прийняти панджширську військову систему.
Незважаючи на майже постійні атаки радянських та афганськиї військ, Масуд нарощував свою військову потугу. Починаючи з 1980 року, маючи менш ніж 1000 бідно озброєних партизанів, до 1984 року він довів чисельність моджагедів Панджширської долини до 5000 осіб. Після розширення свого впливу за межі долини Масуд збільшив свої сили опору до 13 000 бійців до 1989 року. Ці сили поділялися на різні типи підрозділів: місцевим ополченцям (магаллі) було поставлено завдання позиційної оборони сіл і укріплень. Кращі з магаллі були сформовані в загони під назвою grup-i zarbati (ударні групи), напівмобільні групи, які виконували роль резервних сил і перекидались у разі потреби між кількома опорними пунктами. Іншим типом підрозділу була мобільна група (grup-i-mutaharek), легко споряджене формування, подібне до командос, що налічувало 33 особи, завданням якого було виконувати несподівані атаки поза межами Панджширу, іноді за 100 км від їхньої бази. Ці люди були професійними солдатами, добре оплачуваними та навченими, і з 1983 року вони створювали ефективну ударну силу проти урядових блок-постів. Винятково серед моджагедів ці групи носили уніформу, а їхні берети-паколи стали візуальним символом приналежності до афганського опору.
Військова організація Масуда була ефективним поєднанням традиційних афганських тактик ведення війни та сучасних принципів партизанської війни, яких він навчився з робіт Мао Цзедуна та Че Ґевари. Його сили мали славу найефективніших з усіх розмаїтих афганських партизанських угруповань.
Британська МІ6, активувавши давно налагоджені мережі контактів у Пакистані, змогла підтримати Масуда і незабаром стала їхнім ключовим союзником. МІ6 надсилала до Масуда та його бійців щорічну місію двох своїх офіцерів та військових інструкторів. Сполучені Штати надали Масуду порівняно меншу підтримку, ніж іншим фракціям. Частково причиною було те, що США делегували розподіл свого фінансування та зброї Пакистанові, який надав перевагу лідеру моджагедів-конкурентів Гульбуддіна Хекматіяра. В інтерв'ю Масуд сказав: «Ми думали, що ЦРУ знає все. Але вони цього не знали. Вони підтримували деяких поганих людей [мається на увазі Хекматіяр]».  Основними прихильниками підтримки Масуда були Едмунд МакВільямс і Пітер Томсен з Державного департаменту США, які перебували на місцях в Афганістані та Пакистані. Серед інших були двоє зовнішньополітичних аналітиків Heritage Foundation, Майкл Джонс та Джеймс А. Філліпс, обидва з яких відстоювали Масуда як лідера афганського опору, найбільш гідного підтримки США відповідно до доктрини Рейгана. Тисячі іноземних ісламських добровольців прибували до Афганістану для боротьби з моджагедами проти радянських військ.
Радянська армія та афганські комуністичні сили зазнали багатьох поразок від Масуда та його моджагедів у численних малих боях між 1984 та 1988 роками. Після визнання військової інтервенції Радянського Союзу в Афганістані в 1986 році, як «кривааої рани», радянський генеральний секретар Михайло Горбачов розпочав виведення радянських військ з країни в травні 1988 року. 15 лютого 1989 року моджагеди фактично отримали неймовірну перемогу, коли останній радянський солдат покинув їхню країну.

### Падіння комуністичного режиму в Афганістані (1992)
Після виведення радянських військ у 1989 році режим Народно-демократичної партії Афганістану, який тоді очолював Мохаммад Наджибулла, залишився насамоті проти моджагедів. Завдяки масовому притоку зброї з Радянського Союзу афганські збройні сили досягли рівня ефективності, якого вони ніколи не мали під прямою радянською опікою. Вони ще зберігали контроль над усіма великими містами Афганістану. Наприкінці 1990 року, за допомогою сотень моджагедів, Масуд пробував вплинути на Верховну Раду Таджикистану, підтримуючи ліберально-ісламську опозицію та намагаючись витіснити комунізм із сусіднього Таджикистану. Він вигравав від дальшої дестабілізації вмираючого Радянського Союзу, що також впливало на уряд Афганістану. У той час, за свідченням Асада Дуррані, генерального директора ISI в цей період, базовий табір Масуда знаходився в Ґарам Чашмі в Пакистані, в той час як його родина тривалий час пргоживала в Душанбе. До 1992 року, після розпаду Радянського Союзу, афганський режим зрештою почав руйнуватися. Дефіцит продовольства та палива підірвав спроможність урядової армії, а відродження фракційності розділило режим між прихильниками фракцій Хальк та Парчам.
Через кілька днів після того, як Наджібулла втратив владу в національному масштабі, його армійські командири та цивільні органи влади домовилися передати повноваження командирам опору та місцевим воєначальникам по всій країні. Паралельно створювалися місцеві ради (шури) для місцевого самоврядування, до складу яких зазвичай входили цивільні та військові чиновники колишньої влади. У багатьох випадках між ворогами були досягнуті попередні домовленості про передачу влади до регіональних та місцевих органів влади.
Незгоди між військовими лідерами сприяли швидкому повалиленню уряду в Кабулі. В січні 1992 року, протягом трьох тижнів після розпаду Радянського Союзу, Масуд дізнався про конфлікт всередині північного командування уряду. Генерал Абдул Момім, відповідальний за контрольний пункт Гайратан на кордоні на північному кінці кабульської магістралі постачання, та інші непуштунські генерали, які базувалися в Мазарі-Шарифі, побоювалися відсторонення Наджібуллою та заміни пуштунськими офіцерами. Коли генерали повстали, Абдул Рашид Дустум, який мав генеральський чин як глава ополчення Джоузджані, саме базувався в Мазарі-Шаріфі, взяв його під свою владу.
Момім і Масуд досягли політичної угоди разом з іншим великим лідером ополчення, Саєдом Мансуром з ісмаїлітської громади, що базувалась у провінції Баглан. Ці північні союзники зміцнили свої позиції в Мазарі-Шаріфі 21 березня. Їхня коаліція охоплювала дев'ять провінцій на півночі та північному сході. В міру того, як у контрьольованому урядом Кабулі виникли пертурбації, жодні урядові сили не стояли між північними союзниками та основною базою повітряних сил у Баграмі, приблизно за сімдесят кілометрів на північ від Кабула. До середини квітня 1992 року командування афганських ВПС у Баграмі капітулювало перед Масудом. 18 березня 1992 року Наджібулла вирішив подати у відставку. 17 квітня, коли його уряд припинив повноваження, він намагався втекти за кордон, але був зупинений в аеропорту Кабула бойовиками Дустума. Тоді Наджібулла попросив притулку в місії Організації Об'єднаних Націй, де залишався неушкодженим до 1996 року, в той час як Масуд контролював територію навколо місії.
Вищі комуністичні генерали та посадовці адміністрації Наджібулли виступали в ролі перехідного органу, щоб передати владу альянсу Ахмада Шах Масуда. Тимчасова влада Кабула запросила Масуда увійти в Кабул в якості нового глави держави, але він утримався, не бажаючи загострювати протиріччя. Масуд наказав своїм військам, розташованим на північ від Кабула, не входити в столицю, доки не буде вироблене сільне політичне рішення щодо ситуації.  Він закликав усіх вищих лідерів афганських партій, багато з яких тоді перебували у вигнанні в Пешаварі, розробити політичне врегулювання, прийнятне для всіх сторін і партій.

## Війна в Афганістані (1992—2001)

### Війна в Кабулі та інших частинах країни (1992—1996)

#### Угода про мир і розподіл влади (1992р.)
За підтримки Організації Об'єднаних Націй більшість афганських політичних партій вирішили призначити законний національний уряд, який прийде на зміну комуністичному правлінню, шляхом домовленості еліт. Поки емігрантські лідери афганських партій проживали в Пешаварі, військова ситуація між тими, що облягали Кабул та командирами угруповань всередині міста, була напруженою. Мирний процес ООН у 1991 році привів до деяких переговорів, але спроба врегулювання з боку еліт не розвинулась. У квітні 1992 року лідери опору в Пешаварі намагалися домовитися про врегулювання. Масуд підтримав Пешаварський процес створення широкого коаліційного уряду, що включав би всі партії руху опору, але Хекматіяр прагнув стати одноосібним правителем Афганістану, заявляючи: «У нашій країні коаліційний уряд неможливий, тому що, так чи інакше, він буде слабкий і нездатний стабілізувати ситуацію в Афганістані».

Масуд писав:
Усі сторони брали участь у війні, у джихаді в Афганістані, тому вони повинні були мати свою частку в управлінні та в формуванні уряду. Афганістан складається з різних національностей. Ми переживали щодо можливих національних конфліктів між різними племенами та різними національностями. Щоб надати всім належні їм права, а також уникнути кровопролиття в Кабулі, ми залишили слово за сторонами, щоб вони вирішували про країну в цілому. Ми погодили це як тимчасовий етап, а потім треба готувати ґрунт для загальних виборів.
Існують записи радіопереговорів між двома лідерами, з яких видно їхні розбіжності. Коли Масуд запропонував Хекматіяру:
Кабульський режим готовий здатися, тож замість воювати, ми повинні зібратись разом. . . . Лідери зустрічаються в Пешаварі. . . . Війська не повинні входити в Кабул, вони повинні увійти пізніше як частина уряду.
Хекматіяр на це відповів:
Ми піде маршем на Кабул з нашим мечем наголо. Ніхто не в силах нас спинити. . . . Нащо нам зустрічатися з лідерами?"
Масуд підсумував:
"Мені виглядає, що ти не хочеш зустрічі з лідерами в Пешаварі і не припиняєш своїх погроз, і вже плануєш увійти в Кабул… у цьому випадку я мушу захистити людей.
В ситуації Усама бен Ладен, намагаючись бути посередником, закликав Хекматіяра «повернутися до своїх братів» і прийняти компроміс. Як повідомляється, бін Ладен «ненавидів Ахмада Шах Масуда». Бен Ладен мав ідеологічні та особисті суперечки з Масудом і став на бік Гульбуддіна Хекматіяра проти Масуда у внутрішньоафганському конфлікті з кінця 1980-х років. Але Хекматіяр відмовився піти на компроміс, впевнений, що зможе отримати одноосібну владу в Афганістані.
24 квітня 1992 року лідери у Пешаварі узгодили та підписали Пешаварську угоду, створюючи посткомуністичну Ісламську державу Афганістан, яка насправді виявилась мертвонародженою «державою» з паралізованим «урядом» від самого початку і до остаточного розпаду у вересні 1996 р.. У той час створення Ісламської держави віталося Генеральною Асамблеєю ООН, і Ісламська Держава Афганістан визнавалася легітимним суб'єктом міжнародного права, представником народу Афганістану до червня 2002 року, коли була створена його наступниця, Ісламська Республіка Афганістан з тимчасовим урядом Хаміда Карзая. Відповідно до Пешаварської угоди 1992 року міністерство оборони було передане Масуду, а прем'єр-міністром став Хекматіяр. Хекматяр відмовився підписувати угоду. За винятком Хезб-е Ісламі Хекматіяра, усі інші партії опору Пешаварської угоди були об'єднані за цією угодою про мир і розподіл влади в квітні 1992 року.

#### Ескалація війни за Кабул (1992)
Незважаючи на неодноразові пропозиції Гульбуддіну Хекматіяру посади прем'єр-міністра, він відмовився визнати мирну угоду про розподіл влади. Його ополчення Хезб-і Ісламі розпочало масовану кампанію бомбардувань, тепер вже Ісламської держави та її столиці Кабула. Гульбуддін Хекматяр отримав оперативну, фінансову та військову підтримку від сусіднього Пакистану. Директор Центру арабських та ісламських досліджень при Австралійському національному університеті Амін Сайкал пише в книжці «Сучасний Афганістан: історія боротьби та виживання» (2006), що без підтримки Пакистану Хекматіяр «не зміг би напасти і знищити половину Кабула». Сайкал стверджує, що Пакистан хотів встановити в Кабулі прихильний режим під керівництвом Хекматіяра, щоб використовувати афганську територію для доступу до Центральної Азії.
Ракетні обстріли з боку сил Хекматіяра та паралельна ескалація насильницького конфлікту між двома ополченнями, Іттігадом і Вагдатом, які увійшли в деякі передмістя Кабула, призвели до порушень закону і правопорядку. Шиїтський Іран і сунітська вагабітська Саудівська Аравія, як конкуренти за регіональну гегемонію, заохочували конфлікт між фракціями Іттігад і Вагдат. З одного боку був шиїтський хазарейський Гезб-і Вагдат Абдула Алі Мазарі, а з іншого — сунітська пуштунська Іттігад-і Ісламі Абдула Расула Сайяфа.
Як показує Human Rights Watch, Іран рішуче підтримував сили Гезб-і Вагдат, даючи прямі накази через представників іранської розвідки, тоді як Саудівська Аравія підтримувала Сайяфа з його фракцією Іттіхад-і Ісламі, щоб максимізувати вплив вагабітів. Як описується в звітах Human Rights Watch та Afghanistan Justice Project, Кабул занурився в беззаконня і хаос. Командири Джаміату Масуда, тимчасовий уряд і Міжнародний комітет Червоного Хреста (МКЧХ) неодноразово намагалися домовитися про припинення вогню, яке було порушене вже за кілька днів. Інше ополчення, Джунбіш-і Міллі колишнього комуністичного генерала Абдула Рашида Дустума, підтримувалося Узбекистаном. Президент Узбекистану Іслам Карімов прагнув через Дустума контролювати якомога більшу частину Афганістану, особливо на півночі. Дустум неодноразово змінював своїх союзників.
Проєкт Afghanistan Justice Project (AJP) стверджує, що «хоча хекматіярівський Хізб-і Ісламі часто називають першим серед угруповань, відповідальних за вбивства та руйнування Кабула ракетними обстрілами, він був не єдиним винуватцем цих порушень». За даними AJP, «масштаб бомбардувань і види використовуваної зброї являли собою непропорційне застосування сили» в столиці з переважно житловими районами всіма залученими фракціями, включаючи урядові сили. Злочини були скоєні особами у складі різних збройних угруповань. Гульбуддін Хекматяр випустив 10 000 небезпечних злочинців з головних в'язниць на вулиці Кабула, щоб дестабілізувати місто, а також зупинив водопостачання, енергопостачання та надходження продуктів харчування до Кабула. Контрольований Іраном Вагдат Абдула Алі Мазарі, а також Іттіхад Абдула Расула Сайяфа, підтримуваний Саудівською Аравією, чинили систематичні звірства над мирними жителями «протилежної сторони». Абдул Рашид Дустум допускав злочини як уявну плату за свої війська.

#### Афшарська операція (лютий 1993р.)
Головну критику щодо порушень прав людини з боку Масуда викликала ескалація в ході Афшарської військової операції в 1993 році. У звіті Afghanistan Justice Project стверджується, що Масуд не попередив звірства, вчинені його силами та силами їхнього союзника по фракції Іттіхад-і Ісламі проти мирних жителів під час захоплення передмість Афшара в ході воєнних дій проти союзних антидержавних ополченців, вірних Гульбуддіну Хекматіяру. У лютому 1993 року вони обстрілювали житлові квартали столиці. Критики казали, що Масуд повинен був передбачити ці проблеми. На нараді, скликаній Масудом наступного дня, було наказано припинити вбивства та пограбування, але не вдалося зупинити всіх зловживань. Human Rights Watch у звіті, заснованому переважно на матеріалах, зібраних Проектом справедливості в Афганістані, погоджується, що сили Джаміату Масуда несуть частку відповідальності за порушення прав людини протягом всієї війни, включаючи неспровоковані напади на цивільних в Афшарі, і що Масуд був особисто причетний до деяких з цих зловживань. Також, Рой Ґутман стверджував, що звіти свідків про штурм Афшара, наведені в звіті AJP, стосуються лише сил Іттіхада, і що вони не були прямо підпорядковані Масудові.
Ентоні Девіс, який вивчав і спостерігав за силами Масуда від 1981 до 2001 року, повідомив, що протягом періоду спостережень за силами Масуда не було помічено «неодноразових вбивств ворожих цивільних або військових полонених». Едвард Жірарде, який висвітлював Афганські події понад три десятиліття, також був у Кабулі під час війни. Він стверджує, що, хоча Масуд був здатний добре контролювати більшість своїх командирів під час антирадянського та антиталібського опору, він не мав змоги контролювати кожного командира в Кабулі. Згідно з цим та подібними свідченнями, це сталося через порушення законності та правопорядку в Кабулі та міжусобну війну на кількох фронтах, якої, як вони вважають, Масуд особисто старався уникнути всією належною йому владою:
Масуд завжди казав своїм людям не робити зла; він казав, що за це вони несуть відповідь перед Богом. Але через те, що внаслідок ракетних обстрілів міста він мусив збільшити чисельність військ, там були ще десять чи дванадцять тисяч бійців з інших військ, які зайшли … Він [Масуд] не лише не спонукав до жодних [злочинів], він за це глибоко переживав. Я пам'ятаю, раз він коментував, що деякі командири чинили зло, і сказав, що пробував притягнути їх до відповідальності…
Marcela Grad (2009). Massoud: An Intimate Portrait of the Legendary Afghan Leader. Webster University Press. p. 310.

#### Подальша війна за Кабул (березень–грудень 1993р.)
У 1993 році Масуд створив Кооперативний фонд культури Мохаммада Ґазалі (Bonyad-e Farhangi wa Ta'wani Mohammad-e Ghazali) для надання гуманітарної допомоги та політично незалежної афганської культури. Фонд Ґазалі надавав безкоштовні медичні послуги протягом деяких днів тижня жителям Кабула, які не мали змоги оплатити лікування. Відділ розподілу допоміжних товарів Фонду Ґазалі став першим партнером Червоного Хреста. Відділ сімейних консультацій Фонду Ґазалі був безкоштовною консультативною радою, яка була доступна сім днів на тиждень для бідних. Хоча Масуд відповідав за фінансування фонду, він не втручався в його культурну роботу. Фонд очолювала Рада, а роботи художників оцінювало журі, що складалося з неупереджених викладачів університету. Фонд Ґазалі дав змогу афганським художникам виставляти їхні роботи в різних місцях Кабула, а численні художники та автори були відзначені за їхні роботи; деякі з них не були прихильниками ані Масуда, ані уряду Ісламської держави.
У березні 1993 року на вимогу Хекматіяра, який вважав Масуда особистим суперником, Масуд подав у відставку з урядової посади в обмін на встановлення миру. Відповідно до Ісламабадської угоди, Бурхануддін Раббані, який належав до тієї ж партії, що й Масуд, залишився президентом, а Гульбуддін Хекматіяр обійняв давно пропоновану йому посаду прем'єр-міністра. Однак через два дні після введення в дію Ісламабадської угоди союзники Хекматьяра з Гезб-е Вагдата відновили ракетні обстріли Кабула.

І ваххабітський пуштунський Іттехад-і Ісламі Абдула Расула Сайяфа, підтримуваний Саудівською Аравією, і шиїтський хазарейський Гезб-е Вагдат, підтримуваний Іраном, продовжували брати участь у важких боях одні проти одних. Хекматіяр боявся входити в Кабул офіційно, і фактично провів лише одне засідання кабінету. Автор Рой Гутман з Інституту миру США написав у «Як ми пропустили історію: Усама бен Ладен, таліби та захоплення Афганістану» :
Хекматіяр став прем'єр-міністром. . . Але після головування на одному засіданні кабінету міністрів, Хекматіяр так і не повернувся до столиці, можливо, побоюючись лінчування кабульцями, розлюченими через його роль у знищенні їхнього міста. Навіть його близькі помічники були збентежені. Речник Хекматіяра Кутбуддін Гелал все ще облаштовував інтер'єр у палаці прем'єр-міністра, коли місто зазнало ракетного обстрілу Гезб [-і Ісламі] наприкінці того місяця. «Ми тут, у Кабулі, і він обстрілює нас. Тепер ми повинні піти. Ми нічого не можемо зробити», — сказав він представникам Масуда.
Хекматіяр, який загалом був противником коаліційного уряду і боровся за неподільну владу, мав конфлікти з іншими сторонами щодо відбору членів кабінету. Його сили протягом місяця почали великі атаки на Кабул. На президента Бурхануддіна Раббані напали, коли він намагався зустрітися з Хекматіяром. Масуд відновив свої обов'язки міністра оборони.
У травні 1993 року було зроблено нові зусилля для відновлення Ісламабадської угоди. У серпні Масуд звернувся до Хекматіяра, намагаючись розширити уряд. Однак до кінця 1993 року Хекматіяр і колишній комуністичний генерал і лідер ополчення Абдул Рашид Дустум були залучені до таємних переговорів, які заохочували секретна міжвідомча розвідка Пакистану, розвідувальна служба Ірану та адміністрація Карімова з Узбекистану. Вони планували переворот, щоб скинути адміністрацію Раббані та напасти на північні райони, які підтримували Масуда.

#### Війна в Кабулі, таліби з'являються на півдні (1994)
У січні 1994 року Хекматіяр і Дустум розпочали кампанію бомбардування столиці та напали на основні райони Масуда на північному сході. Як пише Амін Сайкал, Хекматіяр в усіх своїх операціях ставив собі такі цілі:
Перша полягала в тому, щоб не дозволити Раббані та Масуду зміцнити їхню владу, створити надійну адміністрацію чи розширити їхній територіальний контроль, таким чином, щоб країна залишалася розділеною на невеликі вотчини, якими керують різні лідери муджагідів та місцеві полководці, а в радах забезпечити, щоб лише меншість з них були пов'язані з Кабулом. Друга полягала в тому, щоб уряд Раббані не набув спроможності забезпечити широку підтримку, і відвернути населення Кабула від надання підтримки уряду. Третя полягало в тому, щоб зробити Кабул небезпечним містом для представників міжнародного співтовариства та не дати уряду Рабані залучити міжнародну підтримку, необхідну для початку післявоєнної відбудови Афганістану та створення такого рівня економічної активності, який підвищить його довіру та популярність.
До середини 1994 року Хекматіяр і Дустум тримали оборону в Кабулі проти сил Ісламської держави на чолі з Масудом.
Південний Афганістан не перебував ні під контролем підтримуваних збройних формувань, підтримуваних іноземцями, ані уряду в Кабулі; ним керували місцеві пуштунські лідери, такі як Ґуль Аґа Шерзай, та їхні ополчення. У 1994 році Талібан (рух, що походить від релігійних шкіл для афганських біженців у Пакистані під керівництвом Джаміату Улема-е-Іслам) також розвинувся в Афганістані як політико-релігійна сила, яка, як сказано, протистояла тиранії місцевого правителя. Коли таліби взяв під контроль Кандагар у 1994 році, вони змусили здатися десятки місцевих пуштунських лідерів, які втримували ситуацію від повного беззаконня та звірств. У 1994 році таліби захопили владу в кількох провінціях південного та центрального Афганістану.

#### Облога талібами Кабула (1995—1996)
Гізб-і Ісламі обстрілював Кабул з січня 1994 року до лютого 1995 року, коли таліби вигнали Гізб з його штаб-квартири Харасіаб, після чого Талібан сам почав бомбардування і облогу міста
Напочатку 1995 року Масуд ініціював всеафганський політичний процес з метою національної консолідації та проведення демократичних виборів. Він організував конференцію у трьох етапах, яка об'єднала політичних і культурних діячів, адміністративних керівників, полководців, священнослужителів і інших делегатів, щоб досягти довготривалої згоди. Фаворитом Масуда для кандидатури на пост президента був доктор Мохаммад Юсуф, перший демократичний прем'єр-міністр за часів колишнього короля Захір-Шаха. У першому засіданні взяли участь представники 15 різних провінцій Афганістану, у другому — вже 25 провінцій.
Масуд також запросив талібів приєднатися до мирного процесу, бажаючи, щоб вони були партнерами у забезпеченні стабільності в Афганістані під час такого процесу. Але таліби, які зародились як рух протягом 1994 року на півдні Афганістану, вже були біля воріт столиці. Всупереч порадам співробітників його служби безпеки, Масуд пішов поговорити з деякими лідерами талібів до Майдан-Шар на підконтрольній Талібану території. Талібан відмовився приєднатися до мирного процесу, який би привів до загальних виборів. Коли Масуд повернувся до Кабула неушкодженим, лідер талібану, який прийняв його як гостя, заплатив своїм життям: його вбили інші високопоставлені таліби за те, що той не вбив Масуда, поки була така нагода. Талібан, взявши Кабул у дворічну облогу та обстріли з початку 1995 року, у наступні роки вчинив масові вбивства цивільного населення, які спостерігачі Організації Об'єднаних Націй порівнюють з тими, що відбулися під час війни в Боснії.
Сусідній Пакистан мав сильний вплив на талібів. У публікації Університету Джорджа Вашингтона описано: «Спочатку пакистанці підтримували . . . Гульбуддіна Хекматіяра. . . Коли Хекматіяр перестав задовільняти бажання Пакистану, адміністрація почала підтримувати новий рух релігійних студентів, відомий як Талібан». Багато аналітиків, як-от Амін Сайкал, описують Талібан як силу, що служить прикриттям для регіональних інтересів Пакистану. Таліби почали обстрілювати Кабул на початку 1995 року, але урядові війська Ісламської держави під керівництвом Ахмада Шаха Масуда змусили їх відступити. Amnesty International, описуючи наступ талібів, написала у звіті 1995 року: Вперше за кілька місяців цивільне населення Кабула стало ціллю ракетних атак і артобстрілів, спрямованих на житлові райони міста
«Afghanistan: Further Information on Fear for Safety and New Concern: Deliberate and Arbitrary Killings: Civilians in Kabul» (PDF). Amnesty International. November 16, 1995. — Міжнародна Амністія, 1995
Після перших перемог Талібан у 1994 році зазнав серії поразок, які призвели до великих втрат. Перший великий наступ талібів на важливе західне місто Герат під владою союзника Ісламської держави Ісмаїл-Хана в лютому 1995 року зазнав поразки, коли Масуд переправив 2000 своїх основних сил з Кабула, щоб допомогти захистити Герат. Ахмед Рашид пише: «Талібан був рішуче відкинутий на двох фронтах урядом, а їхнє політичне та військове керівництво було в безладді. Їхній імідж як потенційних миротворців був сильно надщерблений, оскільки в очах багатьох афганців вони стали не більш ніж черговою партією любителів повоювати». Міжнародні спостерігачі вже припускали, що вплив Талібану як загальнодержавної організації, можливо, «добіг свого кінця».
Мулла Омар, однак, зміцнив свій контроль над Талібаном і з іноземною допомогою відновив і переозброїв свої сили. Пакистан посилив свою підтримку Талібану. Його військові радники наглядали за реструктуризацією сил Талібану. Країна надала броньовані пікапи та іншу військову техніку. Фінансування забезпечила Саудівська Аравія. Крім того, відбувся масовий приплив 25 000 нових бійців Талібану, багато з яких були завербовані в Пакистані. Це дозволило талібам захопити Герат на захід від Кабула в результаті раптового нападу на сили Ісмаїл-хана у вересні 1995 року. Проте майже річна кампанія облоги та бомбардування Кабула знову була відбита силами Масуда.
Масуд і Раббані тим часом далі працювали над внутрішнім афганським мирним процесом — і доволі успішно. До лютого 1996 року всі збройні угруповання Афганістану — за винятком Талібану — погодилися взяти участь у мирному процесі та створити раду миру для обрання нового тимчасового президента. У багатьох пуштунських районах під контролем Талібану були представники, які також виступали за мирну угоду з урядом Ісламської держави. Але лідер Талібану мулла Омар та кандагарці, які його оточували, бажали розширення війни. Тоді керівництво Талібану та їхні іноземні прихильники вирішили, що їм потрібно діяти швидко, перш ніж уряд зможе консолідувати нове порозуміння між сторонами. Таліби рушили проти Джелалабада, контрольованого пуштунською Джалалабадською Шурою, на схід від Кабула. Частина Джелалабадської Шури була підкуплена мільйонами доларів іноземних спонсорів Талібану, особливо Саудівською Аравією, щоб вони відійшли з їхніх позицій. Битвою талібів за Джелалабад керували пакистанські військові радники. Сотні талібів перетнули афгансько-пакистанський кордон, рухаючись на Джелалабад з Пакистану і таким чином раптово з'явилися на схід від Кабула. Це залишало столицю «широко відкритою» з усіх боків, оскільки Ісмаїл Хан був розбитий на заході, Гульбуддін Хекматіяр покинув свої позиції на півдні, а падіння та капітуляція Джелалабада раптово відкрили новий фронт на сході. В цій ситуації Масуд вирішив здійснити стратегічний відступ через північний коридор, за словами Ахмеда Рашида, «знаючи, що він не може захистити [Кабул] від атак, що йдуть з усіх чотирьох напрямків компаса. Він також не хотів втратити підтримку населення Кабула, воюючи за місто і викликаючи ще більше кровопролиття». 26 вересня 1996 року, коли Талібан за військової підтримки Пакистану та фінансової підтримки Саудівської Аравії готувався до чергового великого наступу, Масуд наказав повністю відступити з Кабула. Таліби увійшли в Кабул 27 вересня 1996 року і створили Ісламський емірат Афганістан. Масуд і його війська відступили на північний схід Афганістану, який відтак став базою для все ще міжнародно визнаної Ісламської держави Афганістан.

### Опір проти Талібану (1996—2001)

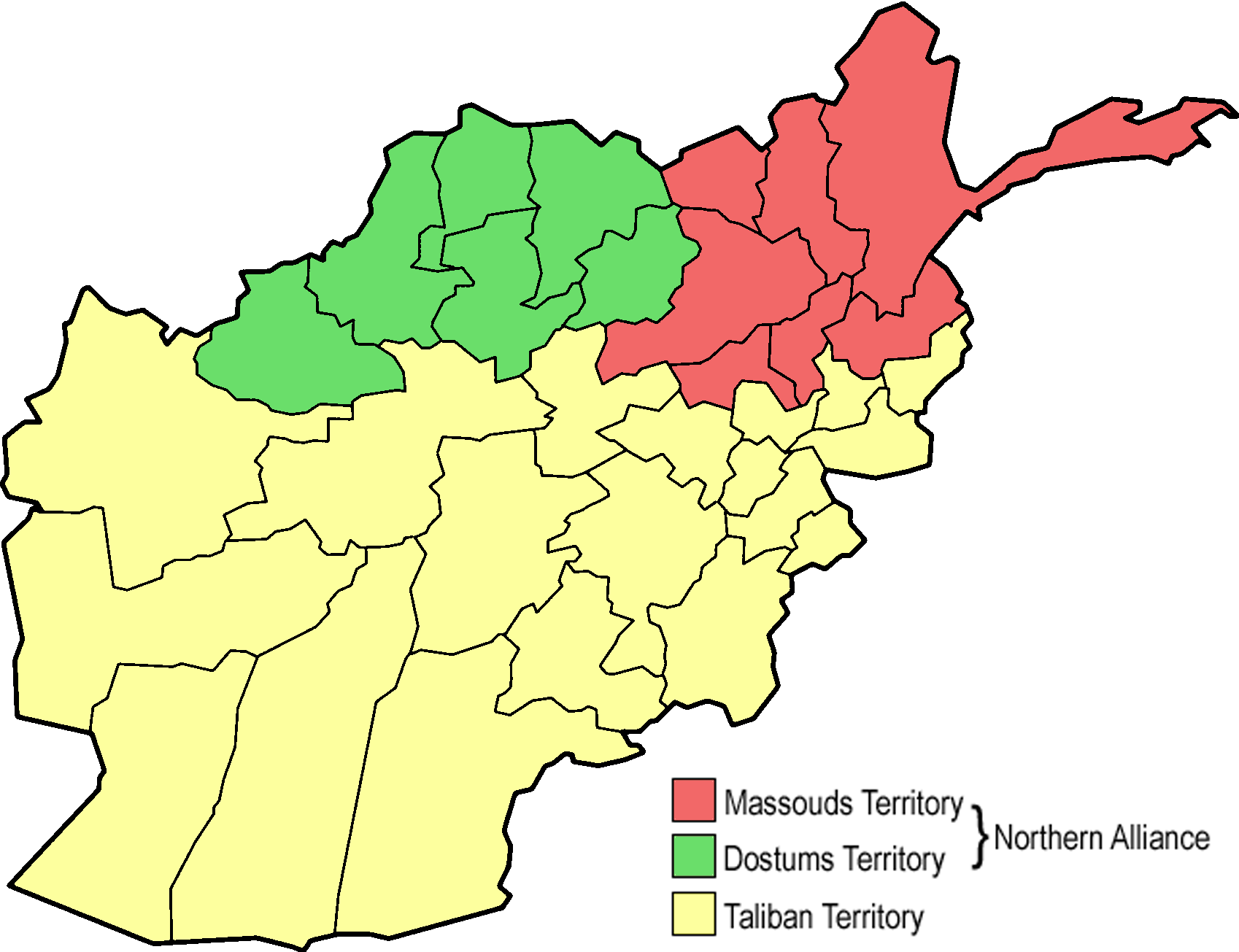
Карта ситуації в Афганістані наприкінці 1996 р.; Масуд (червоний), Дустум (зелений), Талібан (жовтий)

#### Єдиний фронт проти талібів
Ахмад Шах Масуд створив Об'єднаний фронт (Північний альянс) проти наступу талібів. Об'єднаний фронт включав сили та лідерів різного політичного походження, а також представників усіх етнічних груп Афганістану. Після завоювань талібів від 1996 року до листопада 2001 року Об'єднаний фронт контролював територію, на якій проживало приблизно 30 % населення Афганістану, у провінціях Бадахшан, Капіса, Тахар та частинах Парвану, Кунару, Нурістану, Лагману, Самангану, Кундузу, Ґору і Баміану.
Тим часом Талібан запровадив свій репресивний режим у підконтрольних їм частинах Афганістану. Сотні тисяч людей втекли на територію Північного Альянсу, до Пакистану та Ірану. Солдати Масуда тримали в Панджширській долині близько 1200 полонених талібів, 122 з яких були іноземними мусульманами, які прибули в Афганістан для боротьби як джихадисти. У 1998 році, після поразки фракції Абдула Рашида Дустума в Мазарі-Шаріфі, Ахмад Шах Масуд залишився єдиним головним лідером Об'єднаного фронту в Афганістані і єдиним лідером, який зумів захистити величезну частину своєї території від Талібану. Більшість основних лідерів, включаючи президента Ісламської держави Бурхануддіна Раббані, Абдула Рашида Дустума та інших, жили у вигнанні. Протягом цього часу коментатори зауважили, що «єдина сила, що стоїть на шляху майбутніх різанин талібів, — це Ахмад Шах Масуд».

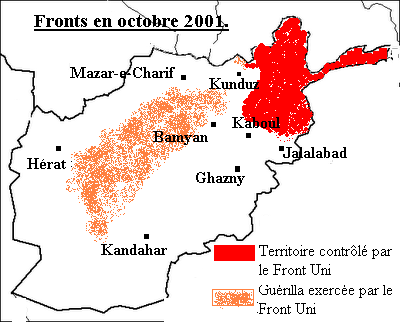
Карта ситуації в Афганістані, серпень 2001 року – жовтень 2001 року

Масуд стверджував, що Талібан неодноразово пропонував йому посаду в їхній системі влади, щоб спонукати його припинити опір. Він відмовився, оголосивши відмінності між їхньою ідеологією та його власним продемократичним поглядом на суспільство нездоланними.
Масуд хотів переконати талібів приєднатися до політичного процесу, що веде до демократичних виборів у осяжному майбутньому. Він також передбачив, що без допомоги Пакистану та зовнішніх екстремістських груп Талібан втратить владу.
На початку 2001 року Об'єднаний фронт застосував нову стратегію локального військового тиску та глобальних політичних закликів. У низах афганського суспільства, включно з пуштунськими районами, дедалі більше наростало невдоволення супроти правління талібів. У той же час Масуд дуже обережно ставився до того, щоб не відродити невдалий Кабульський уряд початку 1990-х років. Вже в 1999 році керівництво Об'єднаного фронту наказало підготувати поліцейські сили саме для забезпечення порядку та захисту мирного населення на випадок успіху Об'єднаного фронту.

#### Міжфракційні переговори

Ахмад Шах Масуд (праворуч) з пуштунським лідером — союзником проти талібів Абдулом Кадіром (ліворуч) у листопаді 2000 р.

З 1999 року між таджицьким виходцем Ахмадом Шах Масудом і пуштуном Абдул Хаком розпочався оновлений процес об'єднання всіх етнічних груп Афганістану. Масуд об'єднав таджиків, хазарейців та узбеків, а також кількох пуштунських командирів під своїм Об'єднаним фронтом. Окрім зустрічей з провідниками пуштунських племен і виконання ролі орієнтиру, Абдул Хак збирав прихильність все більшу кількість самих пуштунських талібів, які таємно звертались до нього. Деякі командири, які працювали на військовий апарат Талібану, погодилися на план скинення режиму Талібану, оскільки Талібан втратив підтримку навіть серед пуштунів. Високопоставлений дипломат і експерт з Афганістану Пітер Томсен писав, що «Лев з Кабула [Абдул Хак] і „Лев Панджшира“ [Ахмад Шах Масуд] стали б грізною командою проти Талібану, якщо б вони об'єднали сили. Хак, Масуд і Карзай, три провідні помірковані лідери Афганістану, могли б подолати розлам між пуштунами і непуштунами, північчю і півднем». Стів Колл назвав цей план «великим пуштуно-таджицьким союзом». Старші лідери хазарейців та узбеків взяли участь у процесі, включаючи наступного президента Афганістану Хаміда Карзая. Вони погодилися працювати під прапором афганського короля-вигнанця Захір Шаха в Римі.
У листопаді 2000 року лідери всіх етнічних груп зібралися в штаб-квартирі Масуда в північному Афганістані, з'їхавшись з інших районів Афганістану, Європи, США, Пакистану та Індії, щоб скликати Лойя Джирґу для врегулювання проблем Афганістану та продискутувати створення пост-талібського уряду. У вересні 2001 року міжнародний чиновник, який зустрівся з представниками альянсу, зауважив: «Це шалений [успіх], що тут сьогодні діється. . . Пуштуни, таджики, узбеки, хазарейці. . . Усі вони були готові підключитися до процесу».
На початку 2001 року Ахмад Шах Масуд за підтримки лідерів усіх етнічних груп Афганістану звернувся до Європейського парламенту в Брюсселі з проханням до міжнародної спільноти надати гуманітарну допомогу народові Афганістану. Він заявив, що Талібан і Аль-Каїда запропонували «дуже неправильне уявлення про іслам» і що без підтримки Пакистану та Бен Ладена таліби не зможуть забезпечувати свою військову операцію довше ніж один рік. Під час того візиту до Європи він також попередив США про Бен Ладена.

#### Райони Масуда
Життя в районах під прямим контролем Масуда було інакшим від життя в районах під контролем Талібану або Дустума. На відміну від часів хаосу, коли в Кабулі зруйнувалися всі структури, Масуд зміг добре контролювати більшість військ під його безпосереднім керівництвом протягом часу, починаючи з кінця 1996 року. Масуд постійно контролював Панджшир, Тахар, частини Парвану і Бадахшану під час війни. Деякі інші провінції (зокрема, Кундуз, Баглан, Нурістан і північ Кабула) були відбиті його військами від Талібану та час від часу знову переходили до суперників, оскільки лінії фронту мінялися.
Масуд створив демократичні інститути, структуровані у кілька комітетів: політичний, охорони здоров'я, освітній та економічний. Знов таки, багато людей ішли до нього особисто, коли в них виникала суперечка чи проблема, і просили його вирішити їхні питання.
У вересні 2000 року Масуд підписав Декларацію основних прав афганських жінок, складену афганськими жінками. Декларація закріпила ґендерну рівність перед законом і право жінок на політичну участь, освіту, роботу, свободу пересування та слова. У районах Масуда від жінок та дівчат не вимагалося завжди носити афганську паранджу за законом. Їм дозволялося працювати і вчитися в школі. Хоча це був час війни, у деяких районах діяли школи для дівчат. Принаймні у двох відомих випадках Масуд особисто втручався проти випадків примусового шлюбу на користь жінок, щоб вони зробили свій власний вибір.
Хоча Масуд висловлював особисте переконання, що чоловіки та жінки рівні та мають однакові права, йому також доводилося мати справу з афганськими традиціями, щоб подолати які, за його словами, знадобиться покоління чи більше. На його думку, цього можна досягти лише завдяки освіті. Письменник Пепе Ескобар написав у книжці «Масуд: Від воїна до державного діяча» :
Масуд усвідомлював, що в Афганістані жінки зазнавали несправедливостей віками. Він казав, що «культурне середовище країни душить жінок. Але Талібан консервує цю нерівність» Його найсміливішим проєктом є припинити культурні упередження і таким чином дати більше простору, свободи і рівності жінкам — вони матимуть ті самі права, що й чоловіки. — Пепе Ескобар, у «Масуд: від войовника до державника»
Гумаюн Тандар, який брав участь як афганський дипломат у Міжнародній конференції щодо Афганістану в Бонні 2001 року, сказав, що «мовні, етнічні та регіональні обмеження [також] душили Масуда. Тому… він хотів створити єдність, яка могла б перевершити ситуацію, в якій ми опинилися, і яка триває донині». Це стосувалося також обмежень релігії. Жан-Жозе Пуч описує, як Масуд часто промовляв молитви перед їжею або іноді просив своїх однодумців-мусульман змовити молитву, але також не вагаючись просив про це єврейського професора Принстонського університету Майкла Баррі або свого друга-християнина Жана-Жозе Пуч: «Жан-Жозе, ми віримо в одного Бога. Будь ласка, прокажіть нам молитву перед обідом чи вечерею своєю рідною мовою».

#### Міжнародні зв'язки
Політика США щодо Масуда, Талібану та Афганістану залишалася неоднозначною та була інакшою у різних державних установ США.
У 1997 році представник Держдепартаменту США Робін Рафел запропонував Масуду здатися Талібанові. Масуд рішуче відкинув цю пропозицію.
У якийсь момент війни, у 1997 році, двоє високопоставлених представників зовнішньополітичного відомства в адміністрації Клінтона літали до північного Афганістану, намагаючись переконати Масуда не використовувати стратегічну можливість для досягнення вирішальних успіхів проти Талібану.
У 1998 році аналітик Агентства розвідки міністерства оборони США Джулі Сіррс приватно відвідала території Масуда, оскільки її агентство раніше не давало офіційного дозволу на це. Вона повідомила, що Масуд передав попередження про посилення зв'язків між Талібаном та іноземними ісламістськими терористами. Після повернення додому, її було звільнено з агентства за непокору, оскільки на той момент адміністрація США не проявляла довіри до Масуда.
Тим часом єдина співпраця між Масудом та іншою спецслужбою США, Центральним розвідувальним управлінням (ЦРУ), полягала в спробі відстежити Осаму бен Ладена після вибухів у посольстві США в 1998 році. США та Європейський Союз не надали Масуду підтримки в боротьбі проти Талібану.
Зміна політики, яку лобіювали співробітники ЦРУ на місцях, які відвідали район Масуда, щодо підтримки Масуда, тривала протягом 2001 року. Відповідно до книги Стіва Колла «Війни привидів» (який отримав Пулітцерівську премію 2005 року за документальну літературу): Службовці ЦРУ мали величезну повагу до Масуда. Вони бачили в ньому постать рівну Че Ґеварі, великого актора на історичній сцені. Масуд був поетом, військовим генієм, релігійною людиною та лідером неймовірної хоробрості, хто відкинув владу смерті, прийнявши її неминучість, так про нього казали… В його домі були тисячі книжок: перська поезія, описи афганської війни багатьма мовами, біографії інших військових і повстанчих керівників. На їхніх зустрічах Масуд висловлював глибокодумні, точні приклади з афганської історії і світової політики на підтримку своїх аргументів. Він був тихим, потужним, стриманим і сповненим гідності. але також з погідним характером. Команда ЦРУ, побувавши в Панджширі, стали безперечними прихильниками Масуда. І тепер їхні переконання поглибились.
-Стів Колл, у Ghost Wars
Конгресмен США Дейна Рорабахер також нагадала:
Між інавгурацією Буша і 11 вересня я тричі зустрічалася з новим персоналом національної безпеки, включаючи одну зустріч з Кондолізою Райс, щоб обговорити Афганістан. Насправді в оглядовій статті в The Washington Post приблизно місяць тому були ознаки того, що були зроблені деякі кроки щодо зміни політики стосовно Афганістану порівняно з попередньою адміністрацією.
Юристи ЦРУ, працюючи з офіцерами Близькосхідного відділу та Контртерористичного центру, почали розробляти офіційний, юридичний президентський висновок для підпису Буша, який дозволяв нову програму таємних дій в Афганістані, першу за десятиліття, яка намагалася вплинути на хід афганської війни на користь Масуда. Ця зміна політики була завершена в серпні 2001 року, коли стало вже надто пізно.
Після того, як Пакистан фінансував, керував і підтримував прихід талібів до влади в Афганістані, Масуд і Об'єднаний фронт отримали певну допомогу від Індії. Допомога, яку надала Індія, була великою, включаючи форму, боєприпаси, міномети, стрілецьку зброю, відремонтовані автомати Калашникова, бойовий та зимовий одяг, а також кошти. Індія була особливо стурбована про-талібською стратегією Пакистану та ісламськими войовничими силами в її сусідніх країнах; вона надала допомогу в розмірі 70 мільйонів доларів США, включаючи два вертольоти Мі-17, ще три додаткові гелікоптери у 2000 році та висотне обладнання на суму 8 мільйонів доларів у 2001 році. Також у 1990-х роках Індія провадила польовий госпіталь у Фаркорі на таджицько-афганському кордоні для лікування поранених бійців тодішнього Північного Альянсу, який боровся з режимом Талібану в Афганістані. Саме в тій лікарні лідер Північного альянсу Ахмед Шах Масуд був оголошений мертвим після замаху лише за два дні до терористичних замахів 11 вересня 2001 року. Крім того, альянс імовірно також отримав незначну допомогу від Таджикистану, Росії та Ірану через їхню опозицію до Талібану та контроль Пакистану над Еміратом Талібану. Проте їхня підтримка обмежувалася лише найнеобхіднішими речами. Тим часом Пакистан залучив до 28 000 громадян Пакистану та війська регулярної пакистанської армії для боротьби разом із силами Талібану та Аль-Каїди проти Масуда.
У квітні 2001 року президент Європейського парламенту Ніколь Фонтен (яка назвала Масуда «полюсом свободи в Афганістані») запросила Масуда за підтримки французьких та бельгійських політиків виступити перед Європейським парламентом у Брюсселі в Бельгії. У своїй промові він попросив про гуманітарну допомогу для народу Афганістану. Далі Масуд попередив, що його агенти розвідки отримали попередні дані про неминучий масштабний теракт на території США.

## Вбивство

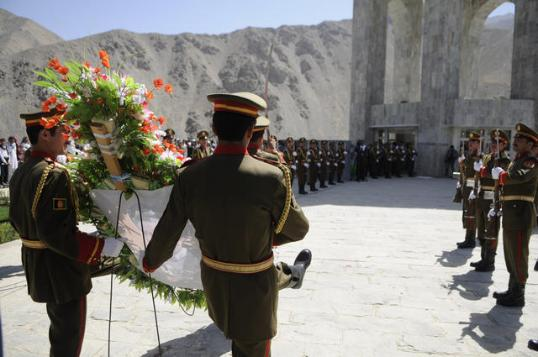
Афганська національна армія вшановує опір Масуда біля його могили та меморіалу у вересні 2010 року

48-річний Масуд 9 вересня 2001 року став об'єктом замаху на Хваджа Баха уд Дін (Khvājeh Bahāuḏḏīn), у провінції Тахар на північному сході Афганістану. Імена нападників по черзі називалися Дахман Абд аль-Саттар, чоловік Маліки Ель Аруд, і Бурауї ель-Уаер; або 34-річний Карім Тузані і 26-річний Касем Баккалі.
Нападники стверджували, що були бельгійцями, родом із Марокко. Як повідомляє Le Monde, вони пройшли транзитом через муніципалітет Моленбек. Виявилося, що їхні паспорти були вкрадені, і пізніше було визначено, що вони громадяни Тунісу. Очікуючи майже три тижні (протягом яких вони також брали інтерв'ю у Бурхануддіна Раббані та Абдула Расула Сайяфа) на можливість інтерв'ю, 8 вересня 2001 року помічник Масуда згадує, що потенційні нападники-смертники «так хвилювалися» і погрожували піти, якщо інтерв'ю не відбулося протягом наступних 24 годин (до 10 вересня 2001 р.). Нарешті їм дали співбесіду. Під час інтерв'ю вони підірвали бомбу, що складається з вибухівки, захованої в камері та в ремені акумулятора. Масуд загинув у вертольоті, яким його перевозили до індійського військового польового госпіталю в Фархорі в сусідньому Таджикистані. Внаслідок вибуху також загинув Мохаммед Асім Сухайл, чиновник Об'єднаного фронту, а Мохаммад Фахім Дашті та Масуд Халілі отримали поранення. Один із нападників-смертників, Бураві, загинув від вибуху, а Дахман Абд аль-Саттар був схоплений і застрелений під час спроби втечі.
Незважаючи на початкові заперечення Об'єднаного фронту, новина про смерть Масуда була повідомлена майже відразу, з'явившись на ВВС, а також у європейських і північноамериканських газетах 10 вересня 2001 року. 16 вересня Об'єднаний фронт офіційно оголосив, що Масуд помер від поранень внаслідок нападу смертника. Масуд був похований у його рідному селі Базарак у долині Панджшир. На похороні, хоча й у віддаленій сільській місцевості, були присутні сотні тисяч людей.
Масуд пережив кілька спроб замахів протягом 26 років, включаючи спроби Аль-Каїди, Талібану, пакистанської ISI, а перед ними — радянського КДБ, афганського комуніста з KHAD і Хекматіяра. Перший замах на життя Масуда був здійснений Хекматіяром і двома пакистанськими агентами ISI у 1975 році, коли Масуду було 22 роки. На початку 2001 року війська Масуда захопили потенційних вбивць Аль-Каїди під час спроби проникнути на його територію.

### Зв'язок із терактом 11 вересня 2001 року
Вважається, що вбивство Масуда має тісний зв'язок з нападами 11 вересня 2001 року на території США, в результаті яких загинули майже 3000 людей. Схоже, це був найбільший теракт, про який Масуд застерігав у своїй промові в Європейському парламенті кількома місяцями раніше.
Наприкінці 2001 року було вилучено комп'ютер, який був викрадений з офісу, яким користувалася Аль-Каїда відразу після падіння Кабула в листопаді. Цей комп'ютер в основному використовувався Айманом аз-Завахрі і містив лист із запитом на інтерв'ю для Масуда. Двоє вбивць пройшли військову підготовку в тренувальних таборах в Афганістані наприкінці 2000 року і були відібрані для самогубчого замаху навесні або на початку літа наступного року. Після вбивства бен Ладен доручив емісару передати вдові Дахмана Абд аль-Саттара конверт з 500 доларами на погашення боргу. Афганський публіцист Вахід Мужда, який працював на талібів у міністерстві закордонних справ, підтвердив, що двоє вбивць зустрілися з представниками Аль-Каїди в Кандагарі, а Осама бен Ладен і Айман аз-Завахрі проводжали їх, коли вони відходили. Згодом журнал «Аль-Каїда» в Саудівській Аравії опублікував біографію Юсефа аль-Айїрі, який з 2002 року очолював операції «Аль-Каїди» в Саудівській Аравії, в якій описувалась причетність Аль-Каїди до вбивства Масуда. Осама бен Ладен замовив спробу вбивства, щоб заспокоїти талібів через плановані терористичні атаки у США, які створили б серйозні проблеми для талібів.
Таліби заперечували будь-яку причетність до вбивства Масуда, і вкрай малоймовірно, що вони були знайомі з планами вбивства. Після нападу таліби провели кілька незначних нападів, але жодного серйозного наступу.

### Слідча комісія
У квітні 2003 року адміністрація Карзая створила комісію з розслідування вбивства Масуда. У 2003 році французьким слідчим і ФБР вдалося простежити походження камери, використаної під час вбивства, яка була викрадена у Франції деяким часом раніше.

## Спадщина

### Національний герой Афганістану

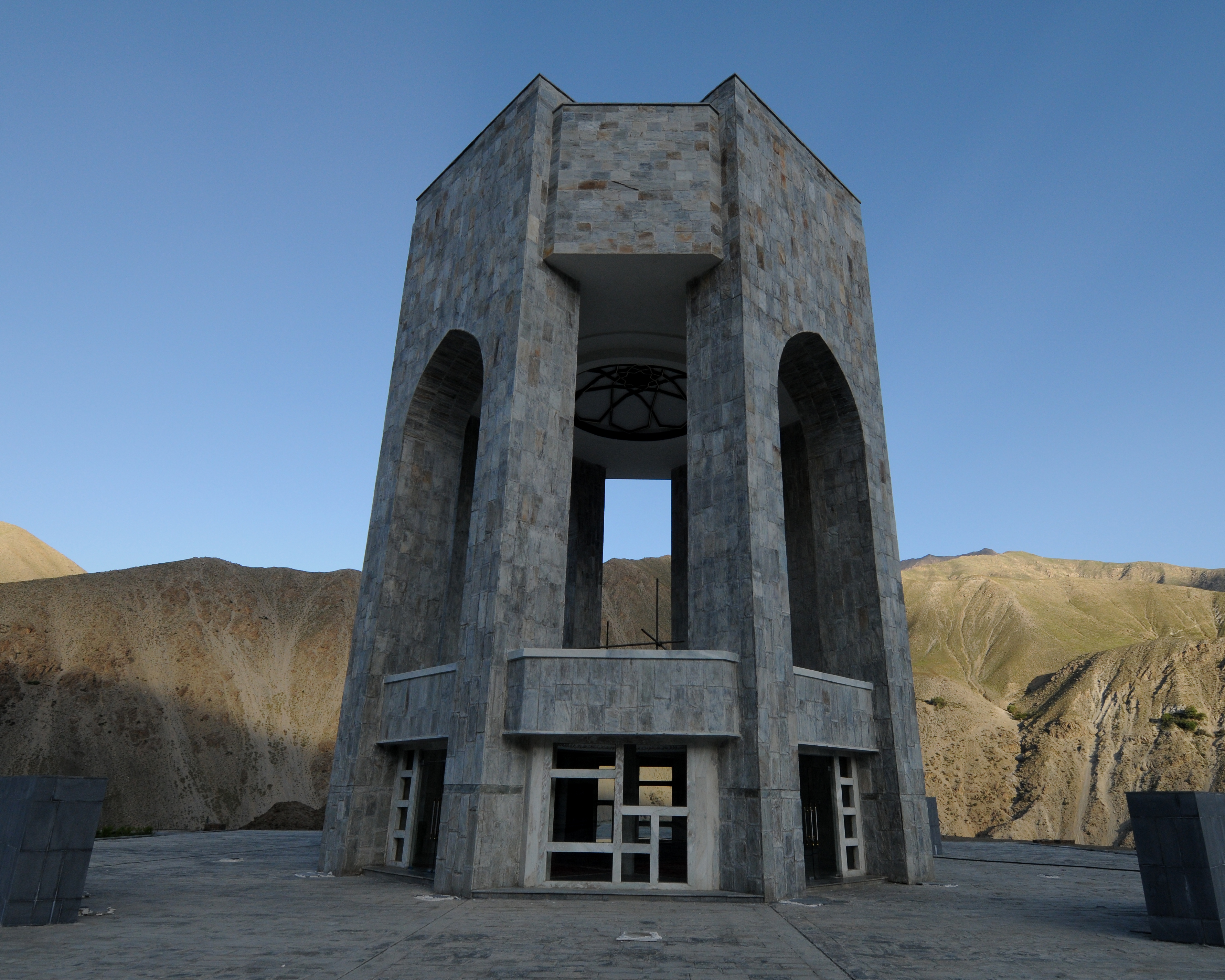
Могила Масуда в Панджширі, 2011 рік.

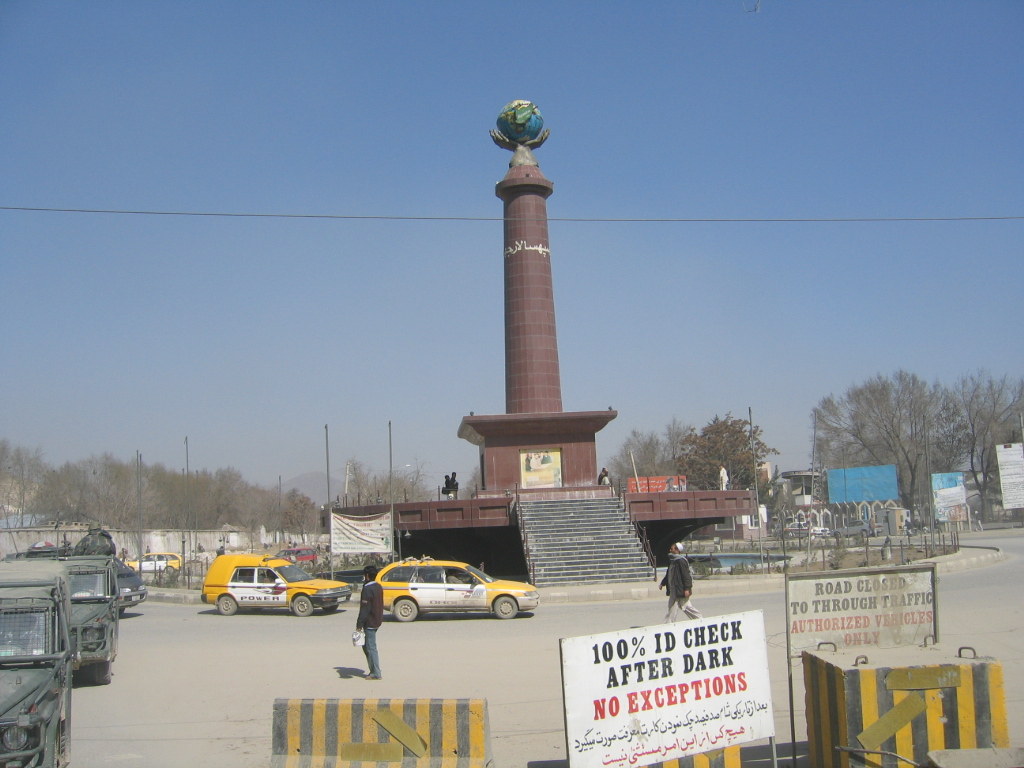
Коло Масуда в Кабулі, 2006

Масуд був єдиним головним лідером Афганістану, який ніколи не залишав Афганістан у боротьбі проти Радянського Союзу, а потім у боротьбі проти емірату Талібан. У районах, що знаходяться під його прямим контролем, таких як Панджшир, деякі частини Парвану і Тахару, Масуд заснував демократичні інститути. Один біженець, який втиснув свою сім'ю з 27 осіб у старий джип, щоб втекти від Талібану до району Масуда, у 1997 році описав територію Масуда як «останній толерантний куточок Афганістану».
- У 2001 році тимчасовий уряд Афганістану під керівництвом президента Хаміда Карзая офіційно присвоїв Масуду звання «Герой афганської нації»[147][149]. Один аналітик у 2004 році сказав:

Одна людина має більший політичний вплив, ніж усі 18 нинішніх [афганських] кандидатів у президенти разом узяті. Хоча вже три роки мертвий. . . . Після його смерті 9 вересня 2001 року від рук двох пов'язаних з Аль-Каїдою ісламських радикалів Масуд перетворився з моджахеда на національного героя – якщо не святого. Зображення Масуда, афганського моджахеда, який більше 20 років воював з Радянським Союзом, іншими воєначальниками та талібами, значно перевищують кількість фотографій інших афганців, включаючи Карзая.
Сьогодні Панджшир, будинок Масуда,
це, мабуть, найспокійніше місце у всій країні. Тут базується невелика американська військова команда з реконструкції, але в інших місцях немає жодних ознак іноземної окупації. Навіть афганських солдатів мало. Натомість люди люблять хвалитися тим, як вони бережуть власну безпеку.
- У 2003 році було засновано Фонд Масуда для надання гуманітарної допомоги афганцям, особливо в галузі охорони здоров'я та освіти. Він також здійснює програми в галузі культури, будівництва, сільського господарства та соціального забезпечення.
- Головна дорога в Кабулі отримала назву Great Massoud Road.
- Пам'ятник Масуду встановлено біля посольства США.
- Вулиця у Нью-Делі, Індія, названа на честь Ахмада Шах Масуда. Це перший раз, коли така честь була надана лідеру цієї країни в рамках тісних зв'язків між Афганістаном та Індією.
- Magpul Massoud — гвинтівка НАТО калібру 7,62, вироблена компанією Magpul, названа на його честь.

Дорога біля посольства Афганістану є «символом уз», що пов'язують два народи, які завжди «мали чудові стосунки».
Його друг Абдулла Абдулла сказав, що Масуд відрізнявся від інших лідерів партизан. «Це герой, який вів явну боротьбу за цінності народу».
У 2001 році на траурній церемонії в Москві з вшанування пам'яті Ахмад Шаха Масуда колишній ворог полковник Абдул Кадир заявив: «Хоча ми з Масудом були ворогами, я впевнений, що він заслуговує великої поваги як видатний полководець і, перш за все, як патріот своєї країни».

### Лев Панджширу
Прізвисько Масуда, «Панджширський лев» (перс. شیر پنجشیر , «Шир-е-Панджшир»), зароблений за його роль під час радянської окупації, є римованою грою слів перською мовою, оскільки назва долини означає «п'ять левів».
The Wall Street Journal називала Масуда «афганцем, який виграв холодну війну»  посилаючись на глобальне значення радянської поразки в Афганістані для подальшого розпаду Східного блоку.

### Почесті за межами Афганістану
У 2007 році уряд Індії вирішив назвати дорогу в районі Чанак'япурі в Нью-Делі на честь Масуда.
У лютому 2021 року Рада Парижа у Франції вшанувала Масуда, встановивши меморіальну дошку у 8-му окрузі Парижа. Це рішення відображало унікальні зв'язки Масуда з Францією. У березні 2021 року мер Парижа назвав доріжку в садах Єлисейських полів на честь Масуда. На церемонії були присутні син Масуда і колишній президент Хамід Карзай.
Цивільні нагороди
- Таджикистан: Орден Ісмоілі Сомоні — посмертно нагороджений 2 вересня 2021 року[21]

### Погляди на Пакистан і потенційні атаки Аль-Каїди
Хоча Пакистан підтримував угруповання моджахедів під час радянсько-афганської війни, Ахмад Шах Масуд дедалі більше не довіряв пакистанцям і зрештою тримався від них на відстані. В інтерв'ю 1999 року Масуд сказав: «Вони [Пакистан] намагаються перетворити нас на колонію. Без них не було б війни».
Навесні 2001 року Ахмад Шах Масуд виступив перед Європейським парламентом у Брюсселі, сказавши, що за ситуацією в Афганістані стоїть Пакистан. Він також сказав, що вважає, що без підтримки Пакистану, Осами бен Ладена та Саудівської Аравії Талібан не протримався б і одного року. За його словами, афганське населення готове піднятися проти них. Звертаючись конкретно до Сполучених Штатів, він попередив, що якщо США не будуть працювати на мир в Афганістані і не натиснуть на Пакистан, щоб той припинив підтримку Талібану, проблеми Афганістану незабаром стануть проблемами США і всього світу.
Розсекречені документи розвідувального агентства оборони (DIA) за листопад 2001 року показують, що Масуд отримав «обмежену інформацію… щодо намірів Аль-Каїди здійснити терористичний акт проти США у масштабах, більших, ніж вибух у посольствах США в 1998 році в Кенії та Танзанії». Там зазначалося, що він попереджав про такі напади.

### Спадок та опір Талібану його сином
У вересні 2019 року його син Ахмад Масуд був оголошений його наступником. Після наступу талібів у 2021 році та падіння Кабула Масуд об'єднався з самопроголошеним виконуючим обов'язки президента Амруллою Салехом і створив Національний фронт опору Афганістану талібам у долині Панджшир. Масуд закликав Захід підтримати опір Талібану.

## Особисте життя

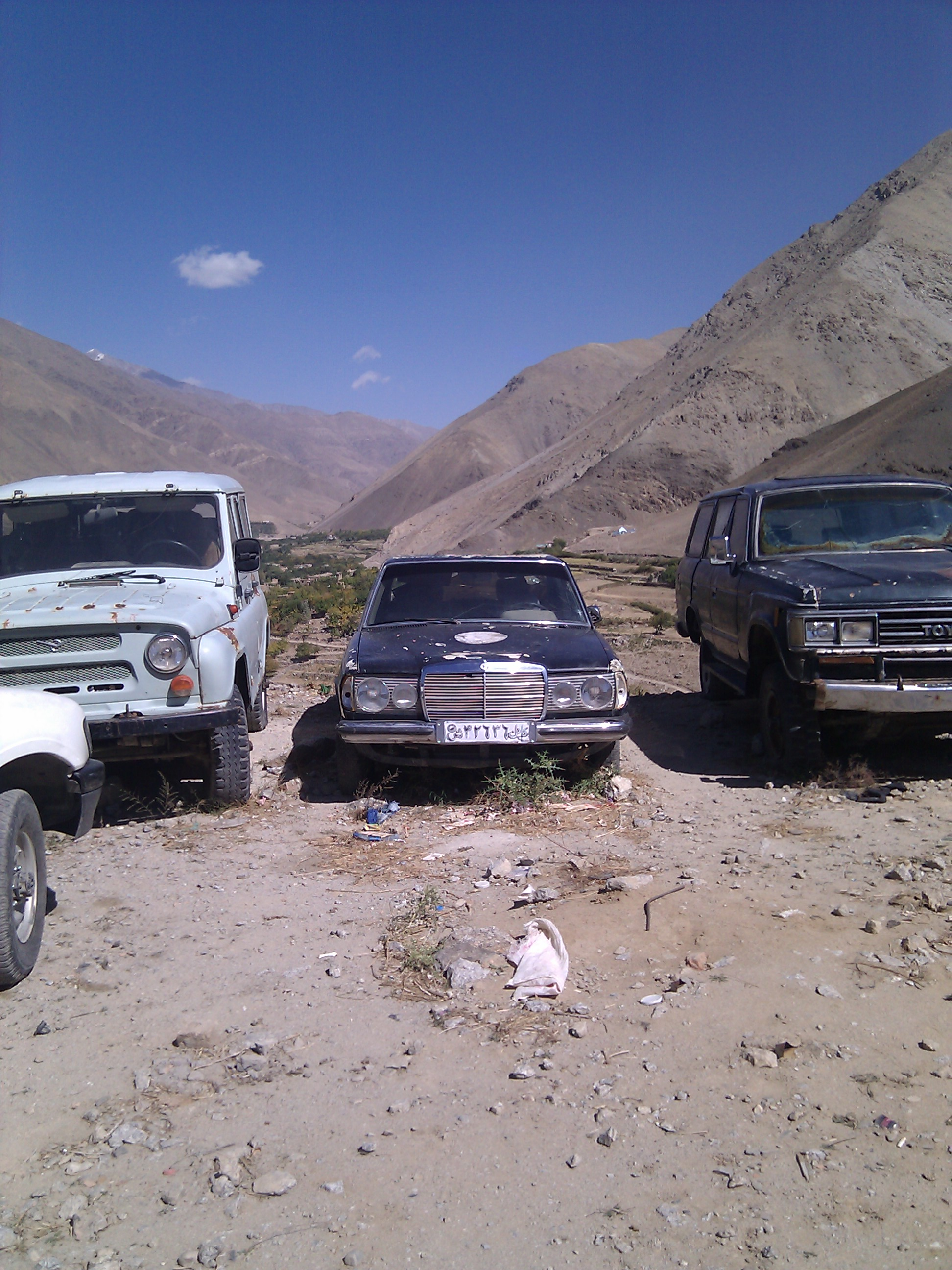
Приватні автомобілі Масуда, припарковані в Панджширі (на фото 2010 р.)

Масуд був одружений з Седікою Масуд. У них був син Ахмад Масуд (1989 р.н.) і п'ять дочок (Фатіма 1992 р.н., Маріам 1993 р.н., Аєша 1995 р.н., Зохра 1996 р.н. та Насрін 1998 р.н.). У 2005 році Седіка Масуд опублікувала особисту розповідь про своє життя з Масудом (у співавторстві двох активістів за права жінок і друзів Седіки Масуд, Чекеби Хашемі та Marie-Francoise Colombani) під назвою «Pour l'amour de Massoud» (За любов до Масуда), в якій вона описує його як порядного і люблячого чоловіка.
Масуд любив читати і мав бібліотеку з 3000 книг у своєму будинку в Панджширі. Він читав твори революціонерів Мао Цзедуна і Че Ґевари, був великим шанувальником Шарля де Ґолля, засновника Французької П'ятої Республіки. Масуд сказав, що його улюбленим автором був Віктор Гюго, а також він був шанувальником класичної перської поезії, включаючи твори Беділя і Гафіза. Він захоплювався футболом і шахами.
Репутацію Масуда як безстрашної людини ілюструє історія про нього, розказана в Афганістані, яку неможливо підтвердити. Одного разу, оглядаючи лінію фронту разом із заступником, Масуд через помилку водія заблукав і в'їхав у середину табору талібів. У величезній небезпеці, оскільки його відразу впізнали, Масуд зажадав побачитися з командиром Талібану, ввічливо розмовляв з ним досить довго, щоб не зрадити блеф, нібито він прибув навмисно, а не випадково. Розгублені таліби дозволили йому покинути їхній табір.
Сім'я Масуда після його смерті мала великий авторитет у політиці Афганістану. Один із шести його братів, Ахмад Зія Масуд, був віце-президентом Афганістану з 2004 по 2009 рік під час першого демократично обраного уряду Афганістану. У 2004 і наприкінці 2009 року на життя Ахмада Зії Масуда робилися невдалі замахи. Associated Press повідомляє, що вісім афганців загинули в результаті замаху на Ахмада Зію Масуда. Ахмад Зія Масуд очолює Національний фронт Афганістану (група Єдиного фронту). Інший брат, Ахмад Валі Масуд, був послом Афганістану в Сполученому Королівстві від 2002 до 2006 року. Він є членом Національної коаліції Афганістану Абдулли Абдалли (інша група Об'єднаного фронту).

## У літературі

### Есе
- Себастьян Юнґер, один із останніх західних журналістів, який брав глибоке інтерв'ю у Масуда, змалював його в есе у своїй збірці 2002 року «Вогонь».

### Художня література
- Про Масуда розповідається в романі Кена Фоллетта «Ляж полеж з левами» 1986 року про радянсько-афганську війну.
- Він також фігурує як історична особа в трилері Джеймса МакҐі 1989 року «Війна Крука».
- Масуд є темою роману Олів'є Вебера «Сповідь Масуда» про іслам Просвітництва та необхідність реформування релігійних практик.
- У міні-серіалі 2006 року «Шлях до 11 вересня» Масуда грає Мідо Хамада.

## Подальше читання
- Sandy Gall[en] (2021): Afghan Napoleon: The Life of Ahmad Shah Massoud. London: Haus Publishing. ISBN 978-1-913368-22-7.
- Marcela Grad (2009): Massoud: An Intimate Portrait of the Legendary Afghan Leader; Webster University Press, 310pp
- Sediqa Massoud with Chékéba Hachemi and Marie-Francoise Colombani (2005): Pour l'amour de Massoud; Document XO Editions, 265pp (in French)
- Amin Saikal (2006): Modern Afghanistan: A History of Struggle and Survival; I. B. Tauris, 352pp («One of the „Five Best“ Books on Afghanistan» – The Wall Street Journal)
- Roy Gutman (2008): How We Missed the Story: Osama Bin Laden, the Taliban and the Hijacking of Afghanistan; United States Institute of Peace Press, 304pp
- Coll, Steve (2004): Ghost Wars: The Secret History of the CIA, Afghanistan and Bin Laden, from the Soviet Invasion to September 9, 2001; Penguin Press, 695pp, ISBN 1-59420-007-6. (won the 2005 Pulitzer Prize for General Non-Fiction)
- Stephen Tanner: Afghanistan: A Military History from Alexander the Great to the Fall of the Taliban
- Christophe de Ponfilly (2001): Massoud l'Afghan; Gallimard, 437pp (in French)
- Gary W. Bowersox (2004): The Gem Hunter-True Adventures of an American in Afghanistan; Geovision, Inc. (January 22, 2004), ISBN 978-0974732312.
- Olivier Weber (2001): Le Faucon afghan; Robert Laffont
- Olivier Weber (2001, with Reza): Afghan eternities; Le Chene/ UNESCO
- Gary C. Schroen (2005): 'First In' An Insiders Account of How The CIA Spearheaded the War on Terror in Afghanistan; New York: Presidio Press/Ballantine Books, ISBN 978-0-89141-872-6.
- Peter Bergen: Holy War, Inc.
- Ahmed Rashid[en]: TALIBAN – The Story of the Afghan Warlords; ISBN 0-330-49221-7.
- A. R. Rowan: On The Trail Of A Lion: Ahmed Shah Massoud, Oil Politics and Terror
- MaryAnn T. Beverly (2007): From That Flame; Kallisti Publishing
- Roger Plunk: The Wandering Peacemaker
- References to Massoud appear in the book «A Thousand Splendid Suns» by Khaled Hosseini.
- References to Massoud appear in the book «Sulla rotta dei ribelli» by Emilio Lonardo; ISBN 9788895797885.
- Kara Kush[en], London: William Collins Sons and Co., Ltd., 1986. ISBN 0685557871 The novel Kara Kush by Idries Shah is rumored to be loosely based on the exploits of Massoud during the Afghan-Soviet War
- Olivier Weber (2013): Massoud's Confession; Flammarion.

### Інтерв'ю
- Останнє інтерв'ю з Ахмадом Шахом Масудом Петра Бальцеровича, початок серпня 2001 р.

### Некрологи та статті
- Remembering Massoud, a fighter for peace [Архівовано 7 березня 2016 у Wayback Machine.], The New York Times, September 10, 2002
- 60 Years of Asian Heroes: Ahmad Shah Massoud Time, 2006
- Profile: Afghanistan's 'Lion Of Panjshir' [Архівовано 12 червня 2008 у Wayback Machine.] Radio Free Europe/Radio Liberty, September 5, 2006
- Afghan Commander Massoud, Killed on Eve of 9/11 Attacks, is a National Hero [Архівовано 27 січня 2013 у Archive.is] by The LA Times, September 22, 2010

### Документальні фільми
- 18-хвилинний репортаж «Заморені голодом» [Архівовано 13 серпня 2021 у Wayback Machine.]. В сюжеті Масуд показаний як успішний лідер, який захищає Кабул від облоги Талібану в березні 1996 року. У фільмі показані жахливі приклади жертв громадянської війни. Автор Journeyman Pictures/Journeyman.tv. Збережено на YouTube, 27 червня 2018 року.
- Реза та Олів'є Вебер про Масуда, National Geographic [Архівовано 21 лютого 2022 у Wayback Machine.]
- «Афганістан розкритий» (2000) | SnagFilms [Архівовано 1 квітня 2019 у Wayback Machine.] Archived. Портрет Масуда, створений фотографом National Geographic Реза Дегаті, оператором Стівеном Кокліном та письменником Себастьяном Юнґером
- [Мертве посилання на National Geographic:] Показ фільму та панельна дискусія про Близький Схід та Афганістан [Архівовано 10 жовтня 2008 у Wayback Machine.]